# هایدنهایم (بایرن)
هایدنهایم (به آلمانی: Heidenheim) یک منطقهٔ مسکونی در آلمان است که در وایسنبورگ-گونتسنهاوزن واقع شده‌است. هایدنهایم ۲٬۴۷۹ نفر جمعیت دارد.